# Turivka, Pidvolociîsk
Turivka (în ucraineană Турівка) este localitatea de reședință a comunei Turivka din raionul Pidvolociîsk, regiunea Ternopil, Ucraina.

## Demografie
Componența lingvistică a localității Turivka
     Ucraineană (100%)
Conform recensământului din 2001, toată populația localității Turivka era vorbitoare de ucraineană (100%).